# حزب البعث (الفصيل العراقي)
كان حزب البعث العربي الاشتراكي، ويشار إليه أيضًا باسم حركة البعث المؤيدة للعراق، حزبًا ذا أيديولوجية بعثية جديدة تواجد مقره في بغداد، العراق. وهو واحد من الحزبين (كلاهما يحملان اسمين متطابقين) الذين انبثقا من انقسام حزب البعث الأصلي في عام 1966.
في عام 1966، انقسم حزب البعث الأصلي إلى قسمين؛ قسم كانت تقوده قيادة دمشق لحزب البعث التي أنشأت حزبًا في سوريا، والنصف الآخر مع قيادته في بغداد. واحتفظ كل من حزبي البعث بنفس الاسم وحافظوا على هياكل موازية في الوطن العربي، ولكنهما أصبحا متخاصمين للغاية لأن سوريا — بقيادة حزبها — أصبحت إحدى الدول العربية التي تدعم إيران ضد العراق خلال الحرب العراقية الإيرانية الدموية. وقد استولى البعثيون على السلطة في العراق للمرة الأولى في عام 1963، ولكن أطيح بهم بعد عدة أشهر. وقد حكمت المنظمة الإقليمية للحزب العراق بين 1968 و2003، لسنوات عديدة تحت قيادة صدام حسين. وكانت سلطة الائتلاف المؤقتة قد حظرت حزب البعث العربي الاشتراكي – قطر العراق في عام 2003 عقب غزو العراق.

## الهيكل

### الأمناء العامون
- ميشيل عفلق (1968–1989)
- شاغر (1989–1992)
- صدام حسين (1992–2006)
- عزة إبراهيم الدوري (2007–2020)

### المؤتمر القومي
ملاحظة: بالنسبة للمؤتمرات القومية الأول–الثامن، انظر المؤتمرات القومية التي عقدها حزب البعث الموحد، قبل فبراير 1966
- المؤتمر القومي التاسع (فبراير 1968)
- المؤتمر القومي العاشر (مارس 1970)
- المؤتمر القومي الحادي عشر (1977)
- المؤتمر القومي الثاني عشر (1992)

## وصلات خارجية
- الموقع الرسمي